# Jorge Torres Blanco
Jorge Enrique Torres Blanco, más conocido como Jorge Torres, es un artista plástico, pintor, grabador, dibujante, docente y gestor cultural colombiano, nacido en Bogotá el 1 de febrero de 1962. Su estilo es figurativo surrealista, en el que predomina el tema de la mujer como eje central de su obra.
Es fundador junto a otros artistas de la Fundación MAI Colombia y de la Organización Mundial de Artistas Integrados -OMAI- que promueve, difunde y exalta el trabajo de los artistas tanto nacionales como extranjeros.

## Trayectoria
Sus estudios y trabajos en la ciudad de Bogotá le dieron bases en el arte del grabado, serigrafía y xilografía. Se destaca la época de 1977 a 1981 cuando estudió en el taller de Jaime Molina, 1982 a 1985 Escuela de Artes de Bogotá, actualmente es la Academia Superior de Artes de Bogotá, entre 1984 a 1986 trabajó en editoriales gráficas donde aprendió de grabado en metal y xilografía, en 1986 estudió y laboró con Umberto Giangrandi, quien le enseña lo relacionado con serigrafía. De 1993 a 2005 se ocupa a la docencia dictando clases de serigrafía grabado, litografía, pintura en diversas entidades como la Alianza Social Educativa “Minuto de Dios” y dicta talleres de pintura a docentes y empleados administrativos de la Universidad Nacional de Colombia.
A partir de 2012 - Se integra a trabajar por la unión de los artistas latinoamericanos en la primera reunión de la Organización Mundial de Artistas Integrados - OMAI - evento realizado en Mazatlán Sinaloa, México.
Desde 2014 a la fecha funge como gestor cultural a través de la presidencia de MAI internacional Colombia.

## Temática
Existen artistas colombianos que se apropian de un tema y lo interpretan durante toda la vida sin agotarlo como Fernando Botero con las gordas, Luis Caballero Holguín con los desnudos masculinos, Alejandro Obregón con sus cóndores simbólicos, Ómar Rayo con las figuras geométricas y Jorge Torres con la fémina.
La obra de Torres tiene como fundamento la figura maternal y como sello personal las máquinas de coser que son una constante en su obra. La máquina como símbolo social de lucha por la superación y la maternidad como homenaje a la mujer que admira, respeta y defiende constantemente.
La pintura de Torres es un homenaje permanente a la madre y a la máquina de coser que activaron el tejido de la familia, su arte es una manifestación paralela de la vida del artista que exterioriza en los lienzos las pasiones que en él brotan y que lo incitan a la acción de sus impulsos, percepciones y experiencias.
Durante el año 2020 y luego de su divorcio, el artista renace con una serie de pinturas "Nueva vida", obras dedicadas a la libertad pero siempre inspirado en la temática que lo ha identificado: La Mujer.

## Exposiciones individuales
Ha realizado más de 20 exposiciones de las cuales se destacan:
- 2014 – Casa de la Cultura, Universidad Autónoma de Sinaloa,[27] Culiacán Sinaloa México.
- 2006 – Museo de Arte Erótico Americano, MaReA,[28] Bogotá Colombia.
- 2004 – Galería Goyas, Bogotá Colombia.
- 1998 – Galería Julietta Álvarez, Medellín Colombia.
- 1996 – Galería Arte Autopista, Medellín Colombia.
- 1993 – Galería Arte Autopista, Medellín Colombia.
- 1993 – Galería Arte Autopista, Cali Colombia.
- 1993 – Galería de los Navas, Bogotá Colombia.
- 1992 – Galería de Arte Banco Ganadero, Cartagena Colombia.
- 1991 – Galería Arte Autopista, Medellín, Colombia.
- 1989 – Galería San Lucas, Bogotá, Colombia.

## Exposiciones colectivas
Torres ha participado aproximadamente en 80 exposiciones colectivas, ferias de arte como también en eventos culturales fuera y dentro de territorio colombiano. Durante los últimos 10 años se ha exhibido sus obras en:
- 2018 – "Costumbres, Identidad & Paz", Universidad Surcolombiana, Neiva Colombia.[29]
- 2018 – "Ilusión Miniarte y Fiesta de Paz Brasil", 32.º International Miniart Exchange Brasil, Gramado Brasil[30][31][32]
- 2018 – "Fiesta y tradición viva del día de muertos", Galería de arte Frida Kahlo, Culiacán México.[33][34][35][36]
- 2017  –  Colombia  “27º Intercambio internacional de Miniarte Fantasía”,[37] Porto Alegre, Brasil.
- 2017 – "México lindo y querido", Galería de Arte Frida Kahlo, Culiacán México.[18]
- 2017 – "Bandera de la Paz",  Nikolai Roerich Homenaje, Pereira Risaralda, Colombia.[38]
- 2016 – “Las flores del mal, sin flores y sin mal”,[39] Medellín Antioquia, Colombia.
- 2016 – Exposición internacional “El Color de los Sonidos”,[40] Santiago de Chile, Chile.
- 2015 – “Los ojos del Arte" y "Sembremos en ellos para que no les pase como a nosotros", Museo de Arte Contemporáneo del Huila,[41] - MACH -, Neiva Huila, Colombia.
- 2015 – Exposición colectiva Latinoamérica Museo Nicolas Herrera,[42] Ibarra Ecuador
- 2015 – "Los ojos del arte" Museo de Arte Contemporáneo del Huila, Neiva, Huila Colombia.
- 2015 – Exposición internacional “Mundos Invisibles”[43] Sala Aires, Córdoba España.
- 2015 – “Visiones pictóricas”, Universidad Cooperativa de Colombia, Neiva Huila Colombia.
- 2014 – “Mundos Paralelos”, Casa de la Cultura de la Universidad Autónoma de Sinaloa – UAS –, Culiacán México.
- 2014 – "Mundos paralelos", Museo Arqueológico de Mazatlán,[44] Mazatlán Sinaloa, México.
- 2014 – “Encuentros y Visiones" exposición internacional Museo de Arte Contemporáneo El Minuto de Dios, Bogotá, Colombia.
- 2014 – "Visiones pictóricas", Universidad Cooperativa de Colombia, Neiva Huila Colombia.[45]
- 2014 – “Cuarto encuentro internacional de pintura", Centro empresarial Surcolombiano, Pitalito Colombia.[46]
- 2010 – Museo de Arte Contemporáneo del Huila,[47] Neiva, Huila Colombia.
- 2007 – “Bajo la Sombra del Rodamonte", Casa Cogua,  VII festival Cogua, Cundinamarca Colombia.

## Distinciones
Durante su carrera como artista plástico ha recibido diferentes reconocimientos por su trabajo artístico:
- 2016 – “Homenaje” Projeto Miniart Brasil Porto Alegre Brasil.[51]
- 1999 – Reconocimiento Casa Cultural Pluma, Cien Años del Bodegón en Colombia invitado a exponer con los Maestros (Andrés de Santamaría, David Manzur, Fernando Botero entre otros). Bogotá Colombia.[9] [cita requerida]
- 1994 – Pincel de Oro Corporación de Amistad Colombo – Japonesa, Bogotá Colombia.[9][cita requerida]
- 1990 – Nominado Primera Bienal, La Habana Cuba.[9][cita requerida]
- 1977 – Diploma Mural INEM Santiago Pérez, Zipaquirá, Cundinamarca Colombia.[52][9][cita requerida]